# Веселавская волость
Веселавская волость (латыш. Veselavas pagasts) — одна из территориальных единиц Цесисского края Латвии. Находится в восточной части края. Граничит с Приекульской, Вайвской и Дзербенской волостями своего края и с Раунской волостью Смилтенского края. 
Крупнейшими населёнными пунктами волости являются сёла: Веселава (волостной центр), Берзкрогс, Паули, Гришли, Межгали.
В Веселаве сохранились постройки поместья, имеющие региональную историческую и архитектурную значимость. Построенное в 1840-х годах поместье было стилизовано под средневековый замок U-образной формы, расположенный на овальном участке рукотворного острова, со всех сторон окружённого небольшим рвом.
Через Веселавскую волость проходит одна из главных латвийских автодорог А2 (Рига — Сигулда — эстонская граница), являющаяся частью Европейского маршрута E77, которая пересекается с региональной автодорогой P30 (Цесис — Вецпиебалга — Мадона) в районе села Берзкрогс.
По территории волости протекают реки: Арупите, Бадупите, Личупе, Меллужупите, Раунис.

## История
Веселавская волость (до 1925 года Веселауская) начала формироваться в 1747 году, когда земли Куккайнской волости были поделены между Веселавским и Паульским поместьями, ставшими в свою очередь основой появившейся в XIX веке Веселавской волости.
В 1935 году площадь Веселавской волости Цесисского уезда составляла 55,1 км², при населении в 920 жителей.
В 1945 году в Веселавской волости были созданы Веселавский и Дикльский сельские советы, находившиеся в 1945—1949 годах в составе Цесисского уезда. После отмены в 1949 году волостного деления Веселавский сельсовет входил в состав Цесисского района.
В 1954 году к Веселавскому сельсовету была присоединена территория ликвидированного Дикльского сельского совета.
В 1990 году Веселавский сельсовет был реорганизован в волость. В 2009 году, по окончании латвийской административно-территориальной реформы, Веселавская волость вошла в состав Приекульского края.
В 2021 году в результате новой административно-территориальной реформы Приекульский край был упразднён, а Веселавская волость вошла в состав укрупнённого Цесисского края.